# Master Vithal

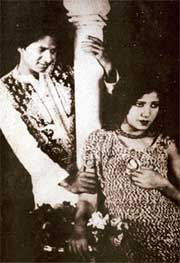
Master Vithal und Zubeida in Alam Ara, 1931

Master Vithal (eigentlich Vithal Raghunath; * 1906; † 1969) war ein indischer Filmschauspieler des marathischen und des Hindi-Films.

## Leben
Sein Bühnendebüt hatte er als Kind bei einer Rajapurkar Natak Mandali. Seine erste Arbeit beim Film bekam er als Techniker bei Baburao Painters Filmgesellschaft Maharashtra Film in Kolhapur. In dem Film Kalyan Khajina hatte Vithal 1924 unter der Regie von Baburao Painter sein Filmdebüt als Schauspieler, er spielte eine Tänzerin. In den 1920er Jahren wurde er zum Star der Sharda Studios, wo er ab 1925 – häufig unter der Regie des Studiogründers Nanubhai Desai, sowie Anand Prasad Kapoor und Harshadrai Mehta – in stuntreichen Historienfilmen in Douglas-Fairbanks-Manier auftrat. Seine erste Hauptrolle spielte er in Ratan Manjari (1926).
1930 wechselte Vithal zur neu gegründeten Sagar Film Company in Bombay. Im folgenden Jahr spielte er neben Zubeida die Hauptrolle im ersten indischen Tonfilm Alam Ara. Ab den 1940er Jahren trat er regelmäßig in Filmen von Bhalji Pendharkar mit Lalita Pawar oder Durga Khote auf. Am Ende spielte er nur noch Nebenrollen in marathischen Filmen; seinen letzten Filmauftritt hatte er 1966.

## Filmografie (Auswahl)
- 1924: Kalyan Khajina
- 1925: Bajirao Mastani
- 1926: Vande Mataram Ashram
- 1926: Suvarna Kamal
- 1927: Balidan
- 1931: Alam Ara
- 1932: Zalim Jawani
- 1939: Netaji Palkar
- 1941: Amrit
- 1944: Ramshastri
- 1949: Meeth Bhakar
- 1952: Chhatrapati Shivaji
- 1965: Sadhi Manse